# Новые Белокоровичи
Но́вые Белокоро́вичи (укр. Нові́ Білокоро́вичі) — посёлок в Коростенском районе Житомирской области Украины.

## Географическое положение
Находится на реке Жерев.
Расстояние до Олевска по автодорогам — 45 км, по железным дорогам — 27 км.

## Климат
Климат в Новых Белокоровичах умеренно континентальный, влажный.

## История
Вблизи посёлка в эпоху СССР располагались советские базы, а также учебка младших специалистов РВСН.
В январе 1989 года численность населения составляла 5 853 человека. По данным Всеукраинской переписи населения 2001 года, численность населения составляла 3370 человек.
В 1999 году на территории бывшей военной базы было создано турецко-немецкое предприятие «Олимпик Фарба» по производству красок и лаков.
В районе действуют предприятия лесного хозяйства (переработка леса, добыча грибов), ведётся также добыча и переработка камня.

## Образование
Действуют средняя Новобелокоровичская школа № 3.

## Транспорт
Железнодорожная станция (Белокоровичи) на линии Коростень — Сарны.